# Czarna Szpula
Czarna Szpula (oryg. Black Reel Awards) – doroczna amerykańska nagroda filmowa przyznawana od 2000 roku najwybitniejszym afroamerykańskim filmowcom i aktorom w uznaniu ich zasług za reprezentację Afroamerykanów w przemyśle filmowym.

## Czarna Szpula dla najlepszego filmu pełnometrażowego
| Rok  | Tytuł filmu                 | Reżyser               | Producenci (odbiorcy nagrody)                                 |
| ---- | --------------------------- | --------------------- | ------------------------------------------------------------- |
| 2000 | Huragan                     | Norman Jewison        | Norman Jewison, John Ketchem, Armyan Bernstein                |
| 2001 | Miłość i koszykówka         | Gina Prince-Bythewood | Spike Lee, Sam Kitt                                           |
| 2002 | Dzień próby                 | Antoine Fuqua         | Bruce Berman, Davis Guggenheim                                |
| 2003 | Antwone Fisher              | Denzel Washington     | Denzel Washington, Randa Haines, Todd Black                   |
| 2004 | Wyścig z czasem             | Carl Franklin         | Neal H. Moritz, Damien Saccani, Jesse Beaton                  |
| 2005 | Ray                         | Taylor Hackford       | Howard Baldwin, Taylor Hackford, Bob Yari                     |
| 2006 | Miasto gniewu               | Paul Haggis           | Paul Haggis, Cathy Schulman, Bob Yari                         |
| 2007 | Dreamgirls                  | Bill Condon           | Laurence Mark                                                 |
| 2008 | Cadillac Records            | Darnell Martin        | Andrew Lack, Sofia Sondervan                                  |
| 2010 | Hej, skarbie                | Lee Daniels           | Lee Daniels, Gary Magness, Sarah Siegel-Magness               |
| 2011 | Zapada noc                  | Tanya Hamilton        | Jason Orans, Ron Simons, Sean Costello                        |
| 2012 | Służące                     | Tate Taylor           | Chris Columbus, Brunson Green, Michael Barnathan              |
| 2013 | Bestie z południowych krain | Behn Zeitlin          | Josh Penn, Dan Javey, Michael Gottwald                        |
| 2014 | Zniewolony                  | Steve McQueen         | Brad Pitt, Dede Gardner, Jeremy Kleiner                       |
| 2015 | Selma                       | Ava DuVernay          | Christian Colson, Oprah Winfrey, Dede Gardner                 |
| 2016 | Creed: Narodziny legendy    | Ryan Coogler          | Irwin Winkler, Robert Chartoff, Charles Winkler               |
| 2017 | Moonlight                   | Barry Jenkins         | Dede Gardner, Jeremy Kleiner, Adele Romanski                  |
| 2018 | Uciekaj!                    | Jordan Peele          | Sean McKittrick, Jason Blum, Edward H. Hamm Jr., Jordan Peele |
| 2019 | Czarna Pantera              | Ryan Coogler          | Kevin Feige                                                   |
| 2020 | Nazywam się Dolemite        | Craig Brewer          | Eddie Murphy, John Davis, John Fox                            |